# Ásbyrgi
L'Ásbyrgi est une gorge et une ancienne cascade pratiquement asséchée d'Islande qui se présente sous la forme d'un cirque naturel. Elle fait partie du parc national du Vatnajökull dans le nord du pays. Elle fut formée par la Jökulsá á Fjöllum qui creusa une gorge en forme de fer à cheval.
Dans la gorge, on trouve aujourd'hui un petit lac, le Botnstjörn, avec beaucoup de canards d’espèces différentes alimenté par une cascade située sur le cours du Botnlækur, un petit ruisseau. Il y a aussi (fait assez rare en Islande) un bois de bouleaux, l'Ásbyrgisskógur.
À l'entrée à la gorge se trouve un rocher d'une hauteur d'environ 25 mètres et d'une longueur d'environ 500 mètres, l'Eyjan (« l'île »). La gorge est aussi appelée « empreinte de Sleipnir » parce qu'une saga raconte qu'un des huit pieds du cheval d'Odin serait à l'origine de la forme caractéristique du site.

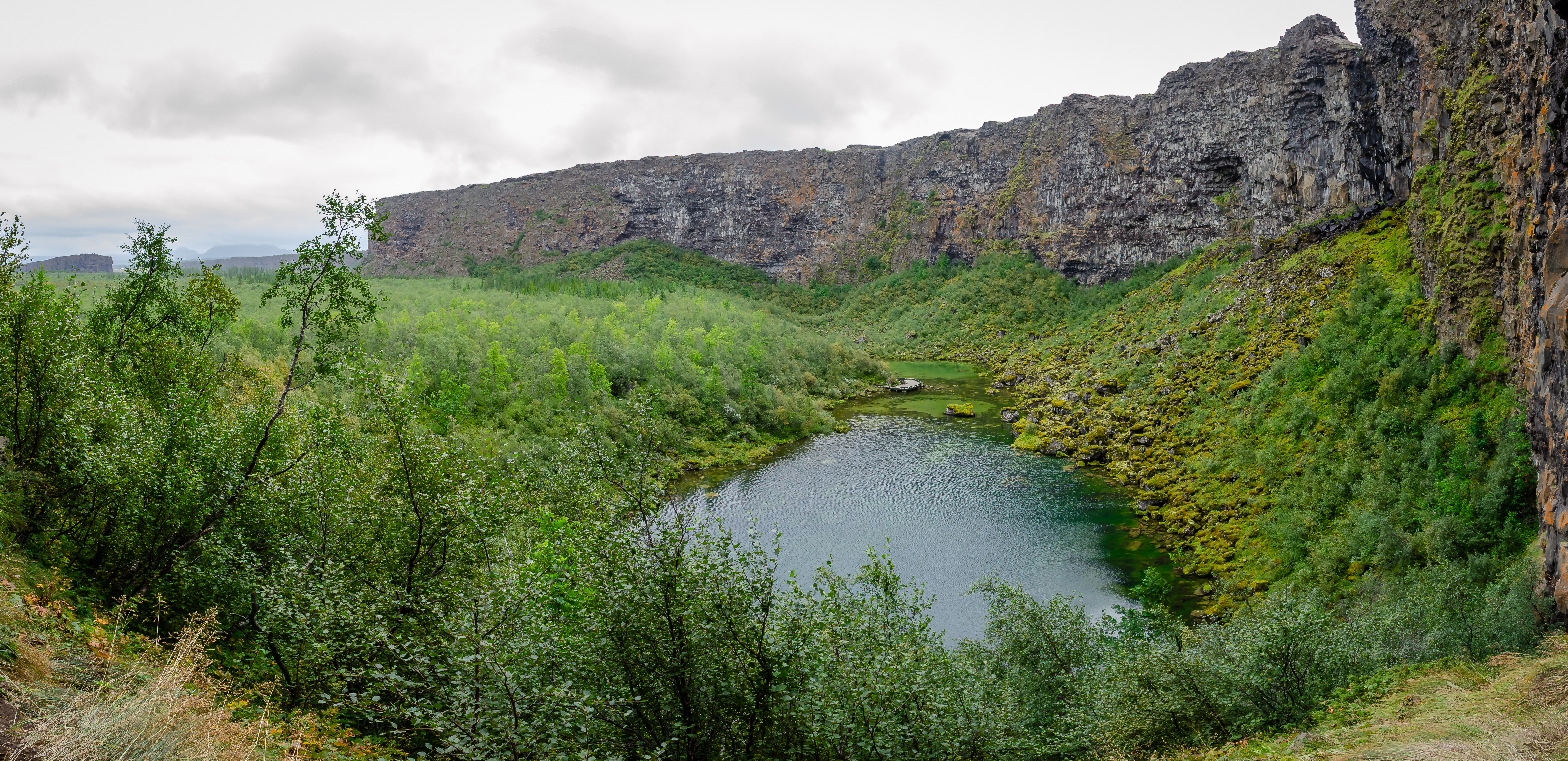
Le Botnstjörn

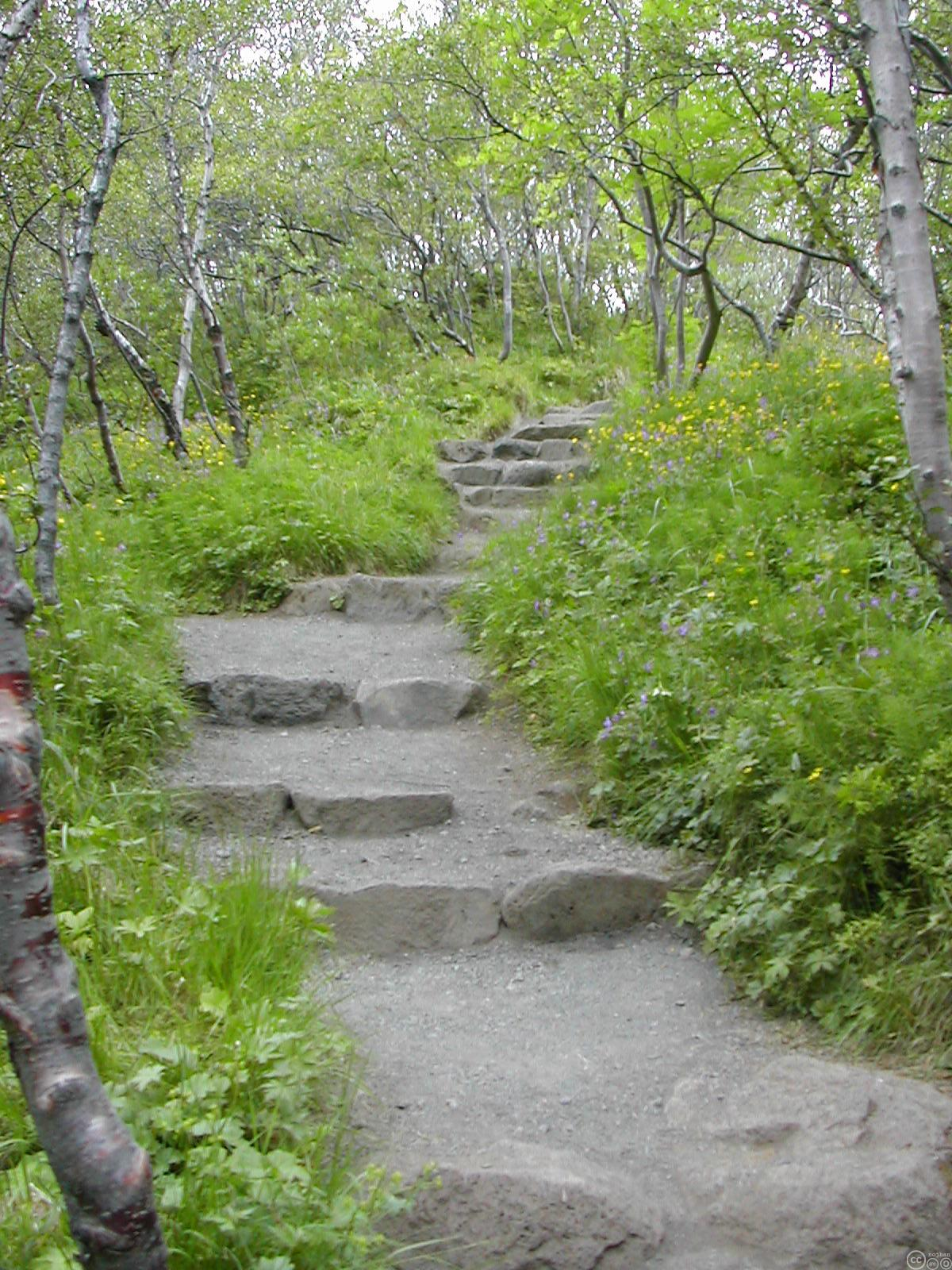
L'Ásbyrgisskógur.

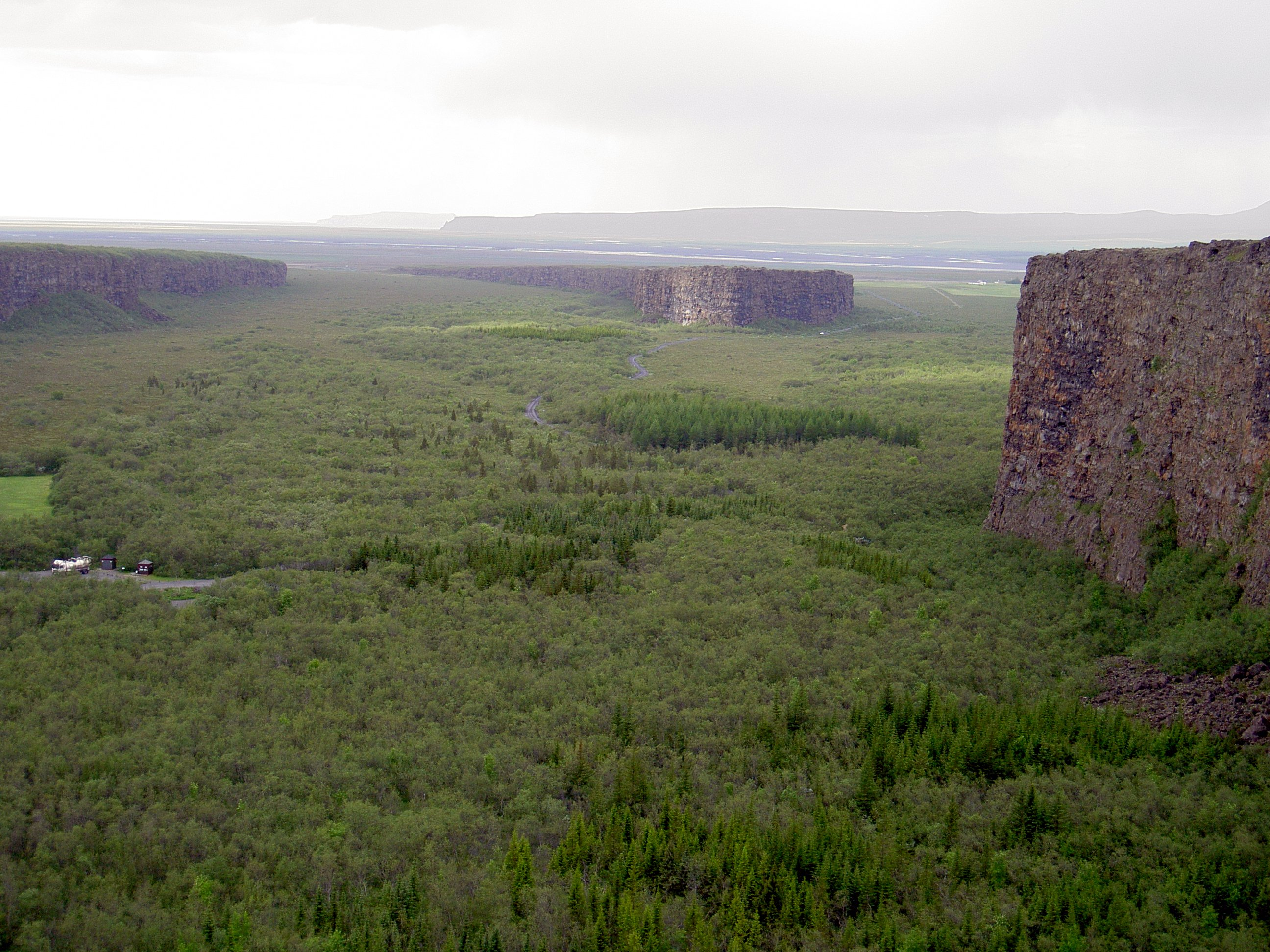
Vue de l'Ásbyrgi depuis le sommet de la falaise avec l'Eyjan au centre.